# マニュエル・ロザンタル
マニュエル・ロザンタル（またはロザンタール、ロゼンタル、Manuel Rosenthal, 1904年6月18日 - 2003年6月5日）は、フランスの指揮者・作曲家・音楽評論家。

## 略歴
パリにユダヤ系ロシア人の母親と、フランス人の父親との間に生まれ、パリ音楽院でラヴェルに作曲を学び、その後も親しい友人であり続けた。ラヴェルに関する評伝や言行録をいくつか残している。
指揮者としては、1928年にパドルー管弦楽団を指揮してデビュー。1935年から1944年までフランス国立管弦楽団の副指揮者、1944年からは同管弦楽団の首席指揮者に就任し、1947年までこの地位にあった。1948年からはアメリカに移り、シアトル交響楽団の音楽監督を1951年まで務めた。1962年、パリ音楽院の教授に就任。1964年から1967年までリエージュ・フィルハーモニー管弦楽団の常任指揮者となった。その後はパリを拠点に活動し、1981年にはメトロポリタン歌劇場に客演し、『カルメル派修道女の対話』や『マノン』を指揮している。
作曲家としては、室内楽からオペラまで手掛け、新古典的な作品を遺したが、むしろ編曲家としての活動や、国際的な指揮者としての経歴によって有名で、とりわけオッフェンバック作品を編曲したバレエ音楽『パリの喜び』が知られる。この編曲も含め、数々のフランス音楽を指揮した録音は歴史的名盤として知られている。最晩年にはナクソスにもこの作品を録音した。
2003年6月5日、パリの自宅で死去。